# استرجاع الطاقة

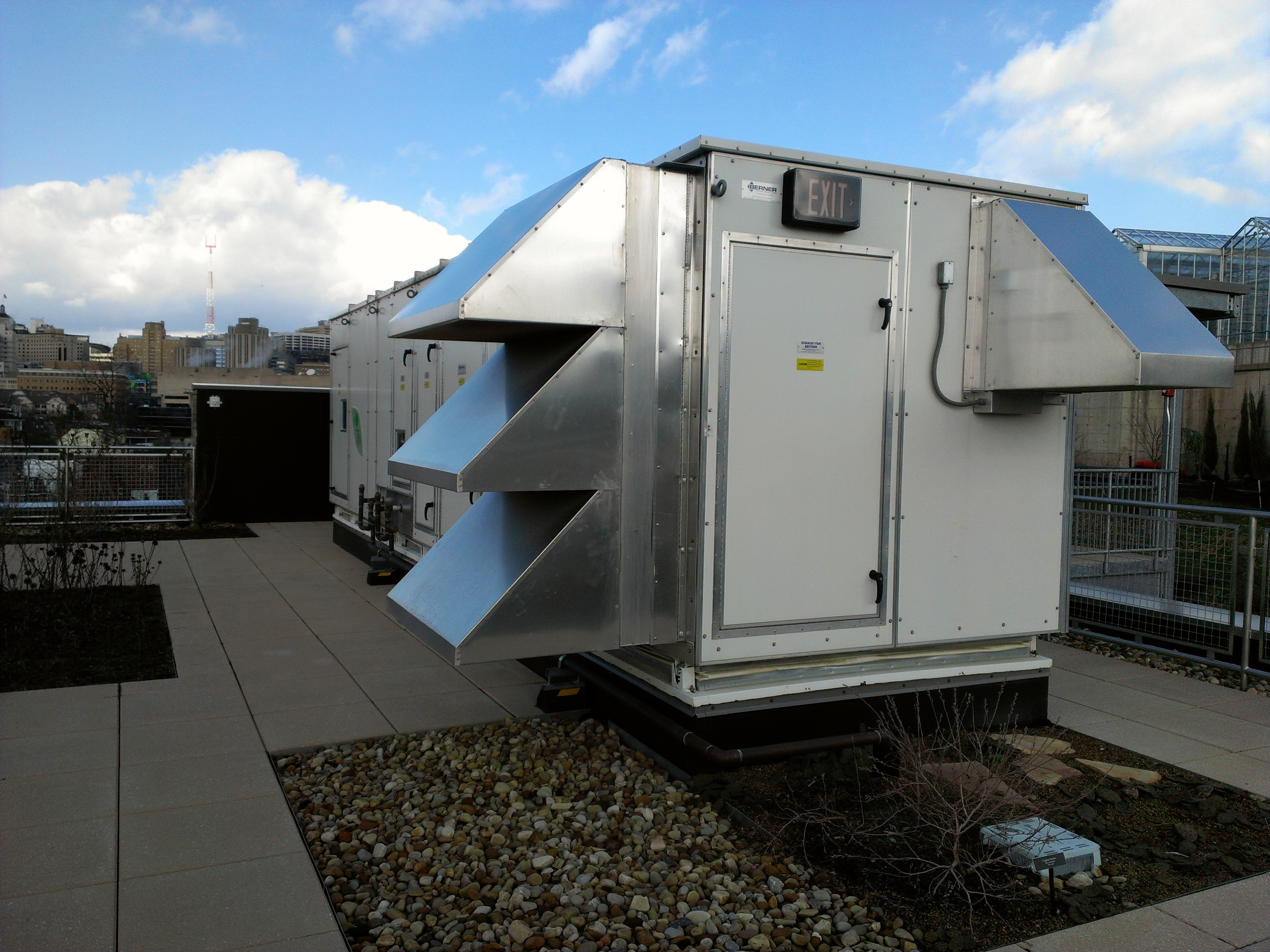

يشمل استرجاع الطاقة أي تقنية أو طريقة لتقليل مدخلات الطاقة عن طريق تبادل الطاقة من نظام فرعي واحد للنظام العام مع نظام آخر. يمكن أن تكون الطاقة على أي شكل في أي من النظامين الفرعيين، ولكن معظم أنظمة استرجاع الطاقة الحرارية تتبادل الطاقة في شكل محسوس أو كامن.
يكون استخدام التكنولوجيا التمكينية في بعض الأحيان، في تخزين الطاقة الحرارية اليومية أو تخزين الطاقة الحرارية الموسمية ( التقنية التي تسمح بتخزين الحرارة أو البرد في جميع الفصول)، ضروريًا لجعل استعادة الطاقة ظاهرة عملية. أحد الأمثلة لذلك الحرارة المهدرة من آلات تكييف الهواء المخزنة في خزان عازل للمساعدة في التدفئة المركزية أثناء الليل. وتخزن السويد أيضًا الطاقة الحرارية الموسمية عن طريق مسابكها. تُستعاد الحرارة المهدرة وتُخزن في كتلة كبيرة من الصخور الأصلية التي تُخترق بعد ذلك بواسطة مجموعة متكونة من 140 بئر مجهز بمبادل حرارية (قطرها 155 ملم) وعمقها 150 مترًا. يستخدم هذا المخزن لتدفئة مصنع مجاور عند الطلب، وقد تستمر الكمية المخزنة إلى عدة أشهر. مثال على استخدام تخزين الطاقة الحرارية الموسمية لاستعادة واستخدام الحرارة الطبيعية التي كانت ستهدر لولا ذلك هي مجموعة درايك لاندينغ سولار (Drake Landing Solar) في ألبرتا، كندا. تستخدم درايك لاندينغ سولار مجموعة من الآبار المتواجدة في الطبقة السفلى من مقرها لتخزين الحرارة بين الفصول، ويتيح لها ذلك الحصول على 97 في المائة من تدفئة المكان على مدار العام المجمعة من المجمعات الحرارية الشمسية على أسطح المرآب. نشهد تطبيقًا آخر للمجمع الحراري الشمسي عند استعادة برد الشتاء عن طريق تدوير المياه من خلال برج التبريد الجاف، واستخدام ذلك لتبريد طبقة المياه الجوفية العميقة أو مجموعة من الآبار. يُستخرج البرد ثانية فيما بعد من المخزن لاستعماله في التكييف خلال فصل الصيف. مع معدل الأداء من 20 إلى 40، يمكن أن تكون طريقة التبريد هذه أكثر كفاءة بعشر مرات من تكييف الهواء التقليدي.

## المبدأ
عادة ما يكون التطبيق الشائع لهذا المبدأ في الأنظمة التي يكون بها تيار عادم أو تيار نفايات منقول من النظام إلى محيطه. قد تُستعمل بعض من الطاقة في هذا التيار من المواد (غالبًا ما تكون غازية أو سائلة) إلى مجال تيار الماكياج أو مواد المدخلات. غالبًا ما يأتي تيار مواد المدخلات هذا من المناطق المحيطة بالنظام، والتي، في الظروف المحيطة، تكون عند درجة حرارة أقل من تيار النفايات. يسمح فارق درجة الحرارة هذا بنقل الحرارة وبالتالي نقل الطاقة، أو في هذه الحالة، استرجاعها. غالبًا ما تُسترجع الطاقة الحرارية من مجاري النفايات السائلة أو الغازية إلى الهواء النقي ومآخذ المياه في المباني، مثل أنظمة التدفئة والتهوية والمكيفات الهوائية أو أنظمة المعالجة.